# Trent Lockett
Trent Merrick Lockett (Golden Valley, 10 dicembre 1990) è un cestista statunitense.

## Carriera

### High school e college
Ha giocato per un quadriennio alla Hopkins High School, con cui nel suo ultimo anno da liceale ha vinto un campionato statale vincendo tutte e 31 le partite giocate tenendo medie di 15 punti ed 8 rimbalzi a partita.
Ha iniziato a giocare in NCAA nel 2009 ad Arizona State University; ha chiuso la sua prima stagione con medie di 6,7 punti, 3,4 rimbalzi, 0,8 assist e 0,8 palle recuperate a partita in 19,6 minuti di media. Grazie a queste cifre è stato inserito nell'All Pac-10 Freshmen Team di quella stagione. L'anno seguente ha iniziato a giocare stabilmente come titolare, facendo registrare medie di 13,4 punti, 5,3 rimbalzi, 2,5 assist, 0,7 palle recuperate e 0,5 stoppate in 30,7 minuti di media a partita. Nella stagione 2011-2012 mantiene il posto da titolare (25 partite a 34,9 minuti di media) e tiene medie di 13 punti, 5,8 rimbalzi, 2,2 assist, 1,5 palle recuperate e 0,5 stoppate a partita.
Successivamente si trasferisce a Marquette in modo da poter giocare ad una distanza minore dalla madre, affetta da un linfoma. Nel suo ultimo anno da NCAA in 26,6 minuti di media segna 7 punti a partita, con anche 5,1 rimbalzi, 1,8 assist 0,7 palle recuperate e 0,4 stoppate di media.

### Professionista
Non viene scelto da nessuna squadra nel Draft NBA 2013; successivamente gioca la Summer League di Las Vegas con i Sacramento Kings, franchigia con cui successivamente firma un contratto non garantito salvo poi venire svincolato pochi giorni prima dell'inizio della regular season NBA. Successivamente trascorre l'intera stagione 2013-2014 nella NBDL con i Reno Bighorns, squadra affiliata ai Kings. Qui, gioca 46 partite (43 delle quali in quintetto base) con una media di 28,2 minuti a partita; tiene medie di 11 punti, 5,5 rimbalzi, 2 assist, 1,1 palle recuperate e 0,5 stoppate a partita.
Nella stagione 2014-15 gioca a Braunschweig, squadra della massima serie tedesca.

## Palmarès

### Squadra
- Coppa di Israele: 1

Hapoel Gerusalemme: 2019-2020
- Coppa di Lega israeliana: 1

Hapoel Gerusalemme: 2019

### Individuale
- All Pac-10 Freshmen Team (2010)
- All Pac-10 First Team (2011)
- Big East All-Academic Team (2013)